# Acacia ferocior
Acacia ferocior är en ärtväxtart som beskrevs av Joseph Henry Maiden. Acacia ferocior ingår i släktet akacior, och familjen ärtväxter. Inga underarter finns listade i Catalogue of Life.